# Iglesia de San Jorge (Ilori)
La Iglesia de San Jorge en Ilori (en georgiano: ილორის წმ. გიორგის ეკლესია; en abjasio: Гьаргь ацқьа ихьӡала Елыр иҟоу ауахәама) es un edificio religioso de la iglesia ortodoxa georgiana situada en Ilori, en el distrito de Ochamchira de la de facto independiente República de Abjasia, aunque su estatus de iure está dentro de la República Autónoma de Abjasia, parte de Georgia. Se trata de uno de los templos más importantes de Abjasia, y de los más importantes ejemplos de arquitectura georgiana occidental.

## Historia
El templo fue construido en el primer cuarto del siglo XI y es considerado uno de los lugares religiosos más importantes de la Georgia medieval occidental. Durante su larga historia, la iglesia sufrió varias modificaciones arquitectónicas importantes y fue reparado por León II Dadiani en el siglo XVII, sólo para ser quemada por los turcos otomanos en 1736. En la segunda mitad del siglo XVIII, los príncipes de Odishi decidieron restaurarla. Volvió a ser restaurada en 1940.
El 9 de febrero de 2011, el gobierno de Abjasia trasladó la iglesia al cuidado perpetuo de la Iglesia Ortodoxa de Abjasia.

## Arquitectura

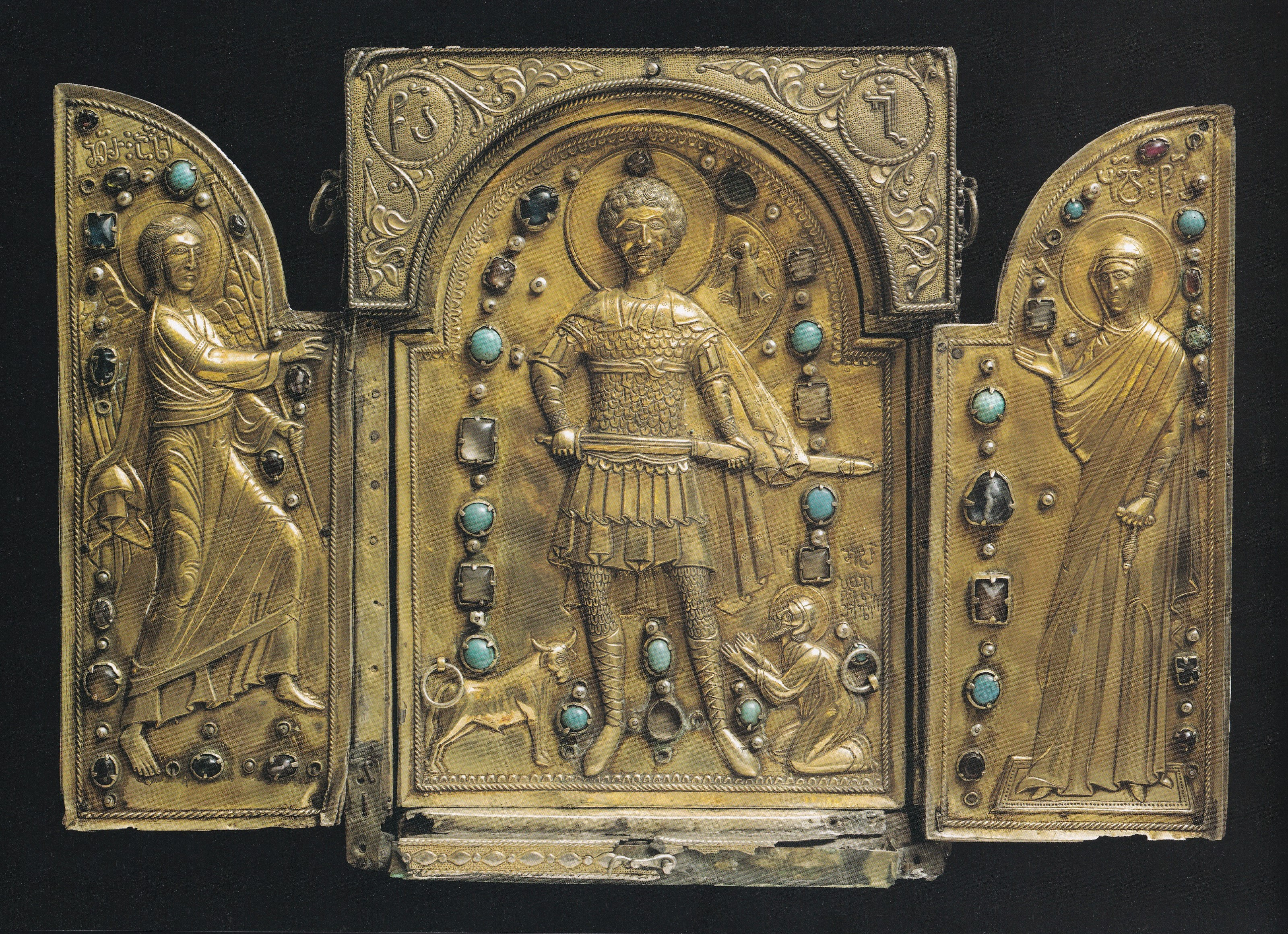
Icono de San Jorge de Ilori, en el Palacio de Didiani en Zugdidi.

El edificio cuenta con un diseño de una sola nave. La iglesia contaba con un importante tesoro, como es atestiguado en la visita de Dimitri Bakradze en 1868 (las fotografías se conservan en la colección de Ivan Barshchevsky, pionero de la fotografía arquitectónica rusa). Durante la expedición se conservaron en la iglesia de Ilori dos barcazas y una imagen de una paloma, así como dos iconos grabados de San Jorge, dos de San Onofre, los milagros del Salvador y San Jorge, así como el grabado alacena de San Jorge, que fue la principal reliquia religiosa de San Jorge de Ilori. La pieza más importante que tenía era el icono de San Jorge de Ilori, ahora conservado en el complejo del museo del Palacio de Dadiani, Zugdidi (Georgia). También se encontraron dos barcazas y una imagen de una paloma, así como dos iconos grabados de San Jorge, dos de San Onofre, los milagros del Salvador y San Jorge.

## Controversia
La iglesia fue incluida en la lista de monumentos culturales inmuebles de importancia nacional en Georgia en 2007. Los expertos georgianos no pueden ir al terreno ya que está bajo control abjasio. Sin embargo, está probado que en 2010 se instaló una cúpula de estilo neobizantino (típico de las iglesias ortodoxas rusas) y se pintaron parcialmente las paredes en blanco. Este hecho ha tapado totalmente las inscripciones en escritura asomtavruli que había talladas en las paredes.
Según el gobierno de Georgia, esto resultó en un daño severo al carácter histórico de la iglesia, e instó a las organizaciones internacionales de conservación y, en particular, a la UNESCO a intervenir. Por su lado, las autoridades abjasias defendieron la reforma. El delegado de la EUMM, Hansjörg Haber, el representante especial de la ONU, Antti Turunen, y el representante especial de la UE, Pierre Morel, visitaron la iglesia invitados por las autoridades abjasias, para convencerles de que el carácter histórico de la iglesia no había sido comprometido. Además, estos temas fueron tratados en las reuniones que tuvieron ambas autoridades en 2011 en las conversaciones en Ginebra.

El 23 de noviembre de 2009, en honor al Día de San Jorge, el Banco Nacional de Georgia emitió monedas de colección con la imagen de la Iglesia de San Jorge de Ilori con una denominación de 10 lari. Así mismo el 6 de diciembre de 2010, el Banco Nacional de la República de Abjasia emitió una moneda de colección con la imagen del templo con un valor nominal de 10 apsars.

Iglesia de St. Jorge de Ilori en el siglo XVII, ilustrado por Cristoforo Castelli
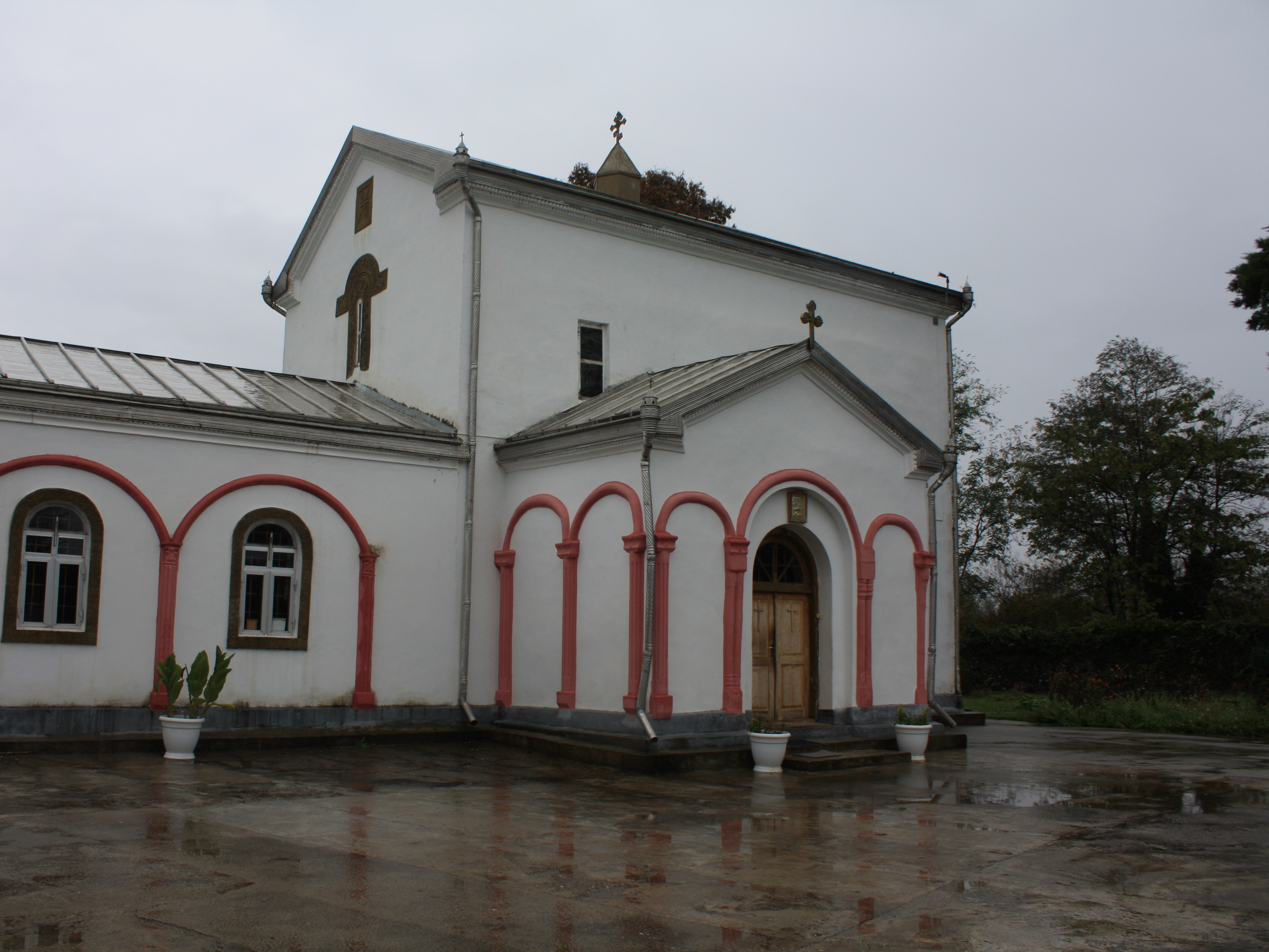
Aspecto de la iglesia St. Jorge de Ilori hoy en día